# 想い出の小坂一也
『想い出の小坂一也』は、小坂一也のアルバム。1968年に日本コロムビアからリリースされた。

## 収録曲
Side 1
1. ワゴン・マスター
2. モンタナの月
3. デビィ・クロケットの唄
4. カウ・ライジャ
5. 砂漠に帰る男
6. 荒野の呼び声
7. キャットル・コール

Side 2
1. モンタナの夜
2. 16トン
3. ライダース・イン・ザ・スカイ
4. テキサス・タンゴ
5. ハートブレイク・ホテル
6. 北風
7. ロング・ゴーン・ロンサム・ブルース

## パーソネル
- 小坂一也（歌）
- ワゴン・マスターズ（伴奏）